# قربسانة
قربسانة هي مدينة ومنطقة إسبانية تابعة لبلدية الطرف في مقاطعة غرناطة في منطقة الأندلس المتمتعة بالحكم الذاتي . تقع في الجزء الشمالي من منطقة فيغا الغرناطية.